# Солуей Фърт
Солуей Фърт (на английски: Solway Firth) е залив в североизточната част на Ирландско море, на западното крайбрежие на остров Великобритания. Северното му крайбрежие принадлежи на Шотландия (област Дъмфрийс анд Голоуей), а югоизточното – на Англия (графство Къмбрия).
Вдава се в сушата на 75 km, ширина на входа 80 km, преобладаващи дълбочини 7 – 10 m. Според Международната хидрографска организация входа на залива е на югозапад и се простира по линията на носовете Мал ъф Голоуей на северозапад и Сейнт Бис Хед на югоизток, като дължината между тях е 79,5 km. Крайбрежието му е предимно равнинно и хълмисто. Бреговата му линия, основно северната е силно разчленена от множество по-малки защитени заливи (Лус, Уигтаун и др.) и полуострови. В него се вливат няколко реки, най-големи от които са Идън и Еск, вливащи се от изток, Анан, Нит, Ди и Кри – от север. Приливите са полуденонощни с височина до 4 m, а скоростта на приливните течения са 6 – 8 km/h. Най-големи градове и пристанища по английското крайбрежие са Уайтхейвън, Уъркингтън и Мерипорт, а по шотландското – Анан и Керкубри.